# R-Z (航空機)
R-Z
スペイン共和国空軍のポリカルポフ R-Z 「ナターシャ」
- 用途：偵察機/軽爆撃機
- 製造者：ポリカルポフ設計局
- 運用者：ソ連空軍
- 初飛行：1935年
- 生産数：1,031
- 運用開始：1935年
- 運用状況：退役

ポリカルポフ R-Zは1930年代のソ連の偵察爆撃機であり、1935年から1937年にかけて大量生産されたポリカルポフ R-5の改良型だった。R-Zはスペイン内戦や冬戦争、ノモンハン事件の戦闘で使用された。

## 開発と設計
R-Z または R-Zet はモスクワのGAZ No 1で、ソ連空軍の標準的な軽爆撃機だったポリカルポフ R-5の改良型、また代替として開発された。R-5の派生型の中で最も先進的だったR-5SSSを基にしたR-Zは新たな、より深いモノコック式の胴体と、操縦士用のスライド式キャノピー、観測員用の窓のついたフェアリングを備えていた。544 kW (730 hp) M-17F エンジン（BMW VIのライセンス生産品）は 611 kW (820 hp) M-34 エンジンに変更された。R-Zは1935年1月に初飛行し、 同じくR-5の派生的なコチェリギン LRとの競争に勝利し、ソ連空軍に採用された。生産の終了した1937年の春までに1,031機のR-Zが製造された。

## 運用
前任のR-5と同様に、R-Zは多くの数がソ連空軍とアエロフロートで使用された。
R-Zが初めて戦闘に使用されたのは1937年から始まったスペイン内戦だった。61機のR-Zがスペイン共和国空軍に届けられ、 そこで「ナターシャ」というあだ名をつけられた。 R-Zは頻繁に使用され、戦闘機の攻撃から身を守るために密集隊形で飛行し、また防御砲火で相互に連携する一方、帰還の際は個別に低空飛行した。 多くのR-Zは地上砲火により損害を受け、特に第30飛行集団第2中隊は1938年12月24日の一日だけで所有する60機のうち9機を失ったが、 完全な損失は比較的少なかった。 1939年の終戦時には残存していた36機がナショナリスト側に捕獲された。
R-Zはソ連空軍によって1939年のノモンハン事件において日本に対して使用され、同年の冬戦争においてフィンランドに対して使用された。 1941年6月のドイツによるソ連侵攻の頃にはR-Zはイリューシン Il-2に更新される途中だったが、かなりの数の軽爆撃機連隊で運用が続けられていた。

## 派生型
R-Z
主要な生産型である偵察爆撃機型。M-34N エンジンを搭載していた。
R-ZSh
シュトルモヴィーク. 下翼に4丁のShKAS機関銃を搭載した単座地上攻撃機型。
P-Z
限定的な改造を施された商用機型で、郵便物や2人の乗客を運ぶために使用された。かなりの数が製造された。M-34NB エンジンを搭載していた。
PT
積荷のための流線型のコンテナを下翼上面に搭載した改良型民間機の試作機。不成功に終わり、1機のみが製作された。
R-ZR
記録達成のために単座に換装された機体。1機のみ製作された。1937年5月8日に高度11,100 m (36,417 ft) まで飛行した。

## 運用者
スペイン共和国
- スペイン共和国空軍

 スペイン
- スペイン・ナショナリスト派空軍

 ソビエト連邦
- アエロフロート
- ソ連空軍

## 要目 (R-Z)
出典: The Osprey Encyclopedia of Russian Aircraft from 1875 - 1995 
諸元
- 乗員: 2名
- 全長: 9.72 m
- 全高: 3.60 m[6]
- 翼幅: 15.45 m
- 翼面積: 42.5 m2
- 空虚重量: 2,007 kg
- 運用時重量: 3,150 kg
- 動力: ミクーリン AM-34水冷式V12エンジン 、611 kw （820 hp）   × 1

性能
- 最大速度: 316 km/h（3,500 m）
- 航続距離: 1,000 km
- 実用上昇限度: 8,700 m
- 上昇率: 3,000 mまで6.6分
- 翼面荷重: 74.1 kg/m2
- 馬力荷重（プロペラ）: 0.19 kW/kg

武装
- 固定武装: 
1 × PV-1機関銃 丁（前方固定）
1-2 ×  ShKAS機関銃 丁（コクピット後部）
- 爆弾: 400 kg までの爆弾

## 参照
1. 1 2 3 4  Gunston, Bill (1995). The Osprey Encyclopedia of Russian Aircraft from 1875 - 1995. London: Osprey Aerospace. ISBN 1-85532-405-9
2. 1 2  “Polikarpov R-Z (Zet) Поликарпов Р-Z (Зет)” (Russian). 2007年7月31日閲覧。
3. ↑  Asociación de Aviadores de la República - Polikarpov RZ Natacha
4. ↑  Ejército del Aire; Historia - 1938
5. ↑  “República - Aviones de bombardeo” (Spanish). 2007年7月29日閲覧。
6. 1 2  Donald, David (Editor) (1997). The Encyclopedia of World Aircraft. Aerospace Publishing. ISBN 1-85605-375-X